# 馬場典子 (主播)
馬場典子（日语：／ Baba Noriko ?，1974年4月27日—），日本自由播报员，大阪藝術大學教授和Amuse旗下艺人。曾在1997年至2014年供职于日本電視台。

## 经历
东京都豐島區出身。中学就读于女子学院，本科毕业于早稻田大学商学院市场营销专业，1997年入职日本電視台。高中时代与膳場貴子（主播）和辛酸なめ子（漫画家）是同年级同学。曾参与2008年東京馬拉松，并以5小时42分57秒的成绩跑完全程。
2014年3月28日，她不再主持晨間新聞节目『ZIP!』。4月11日，她发表将在6月底从日本电视台辞退，并在7月转职为自由播报员的消息。之后与Amuse娱乐公司签约，并成为旗下艺人。2014年9月5日出演富士電視台综艺节目『狮王的祝您健康』，这是她从日本电视台辞退以来首次出演其他电视台的节目。
2015年4月就任大阪藝術大學广播专业教授。

## 现在出演的部分节目
- 歌謡プレミアム（日语：歌謡プレミアム）（BS日本、2013年4月1日 - ）
- 朝一（NHK电视台、2018年7月4日 - ）[10]
- 东大王（TBS电视台、不定期出演）

## 出演过的部分节目
- GURU GURU 99（2011年6月16日）
- NNN今日事件 - 播报员
- 世界大冠軍盃排球賽 - 报道记者
- 帥呆了！（富士電視台、2009年11月28日）

## 所著书籍
- 馬場典子. . 実業之日本社. 2014. ISBN 9784408110905 （日语）.
- 馬場典子. . あさ出版. 2018-07-06. ISBN 9784866670591 （日语）.

## 脚注
1. 1 2 3  . music.jpニュース. 2018-06-20  [2019-02-11]. （原始内容存档于2019-02-11）. （页面存档备份，存于）
2. ↑  . 読売新聞. 2018-08-03  [2019-02-11]. （原始内容存档于2019-11-28）. （页面存档备份，存于）
3. ↑  . ホノルルマラソンへの道2017. 2009-03-24  [2019-02-11]. （原始内容存档于2019-02-12）. （页面存档备份，存于）
4. ↑  . 日刊サイゾー. 2014-03-25  [2019-02-12]. （原始内容存档于2017-07-22）. （页面存档备份，存于）
5. ↑  . Sponichi Annex.   [2014-04-11]. （原始内容存档于2021-04-29）. （页面存档备份，存于）
6. ↑  . デイリースポーツ.   [2014-04-11]. （原始内容存档于2021-04-29）. （页面存档备份，存于）
7. ↑  . 日刊サイゾー.   [2014-04-16]. （原始内容存档于2018-01-13）. （页面存档备份，存于）
8. ↑  . スポーツニッポン.   [2014-06-23]. （原始内容存档于2021-04-29）. （页面存档备份，存于）
9. ↑  Techinsight. . livedoor. 2014-09-07  [2019-02-12]. （原始内容存档于2019-12-15）. （页面存档备份，存于）
10. ↑  . j-cast. 2018-07-04  [2019-02-12]. （原始内容存档于2019-10-18）. （页面存档备份，存于）